# La gata negra
La gata negra (títol original en anglès Walk on the Wild Side) és una pel·lícula estatunidenca dirigida per Edward Dmytryk i estrenada l'any 1962. Ha estat doblada al català.

## Argument
Dove Linkhorn (Laurence Harvey) viatja fins a Nova Orleans per buscar Hallie (Capucine), un vell amor. Però ara Hallie és la principal atracció del bordell Doll House, regentat per Jo Courtney (Barbarba Stanwyck), una madame lesbiana. A Texas, Dove va conèixer Kitty Twist (Jane Fonda), una jove que va viatjar amb ell fins a Nova Orleans i ha començat a treballar també en el bordell.

## Repartiment
- Laurence Harvey: Dove Linkhorn
- Capucine: Hallie Gerard
- Jane Fonda: Kitty Twist
- Anne Baxter: Teresina
- Barbara Stanwyck: Jo Courtney
- Joanna Moore: Miss Precious
- Richard Rust: Oliver
- Karl Swenson: Schmidt
- Don "Red" Barry: Dockery
- Juanita Moore: Mama
- John Anderson: Preacher
- Ken Lynch: Frank Bonito
- Todd Armstrong: Tinent Omar Stroud

## Crítica
El film ajunta drama, romanticisme i crítica social. El tema que tracta (prostitució) i la manera com ho fa, determinen que aixequi polèmica i causi escàndol en el si d'una part del públic, no acostumat a la desimboltura i naturalitat amb què s'exposen qüestions com l'orientació homosexual clarament acceptada d'una dona, l'ambient de corrupció i degradació personal que es viu al món interior del prostíbul, la gravetat de la violència que s'exerceix sobre les pupil·les, la situació real de retenció i pràctic segrest en què es troben atrapades i les sagnants amenaces sobre la vida que els afecten. És la primera pel·lícula americana que presenta explícitament en pantalla un cas d'amor lèsbic.
Destaca la interpretació fresca, natural i convincent, d'una joveníssima Jane Fonda, en la seva segona intervenció al cinema, que contribueix a fixar la seva categoria de sex-symbol dels anys 60. Barbara Stanwyck i Anne Baxter, embarassada durant el rodatge, mostren els seus dots interpretatives. Capucine, vestida amb els últims models de Pierre Cardin, és fascinant com a dona, però la seva interpretació pateix d'algunes rigideses i és poc expressiva. El corretjós Laurence Harvey sembla no trobar-se còmode en el paper que se li assigna, allunyat de les seves aptituds pròpies, sempre limitades.
La banda sonora, d'Elmer Bernstein recull una de les seves partitures més recordades i celebrades. Sobresurt el tema principal, candidat a l'Oscar a la millor cançó.